# Dorfkirche Noßdorf

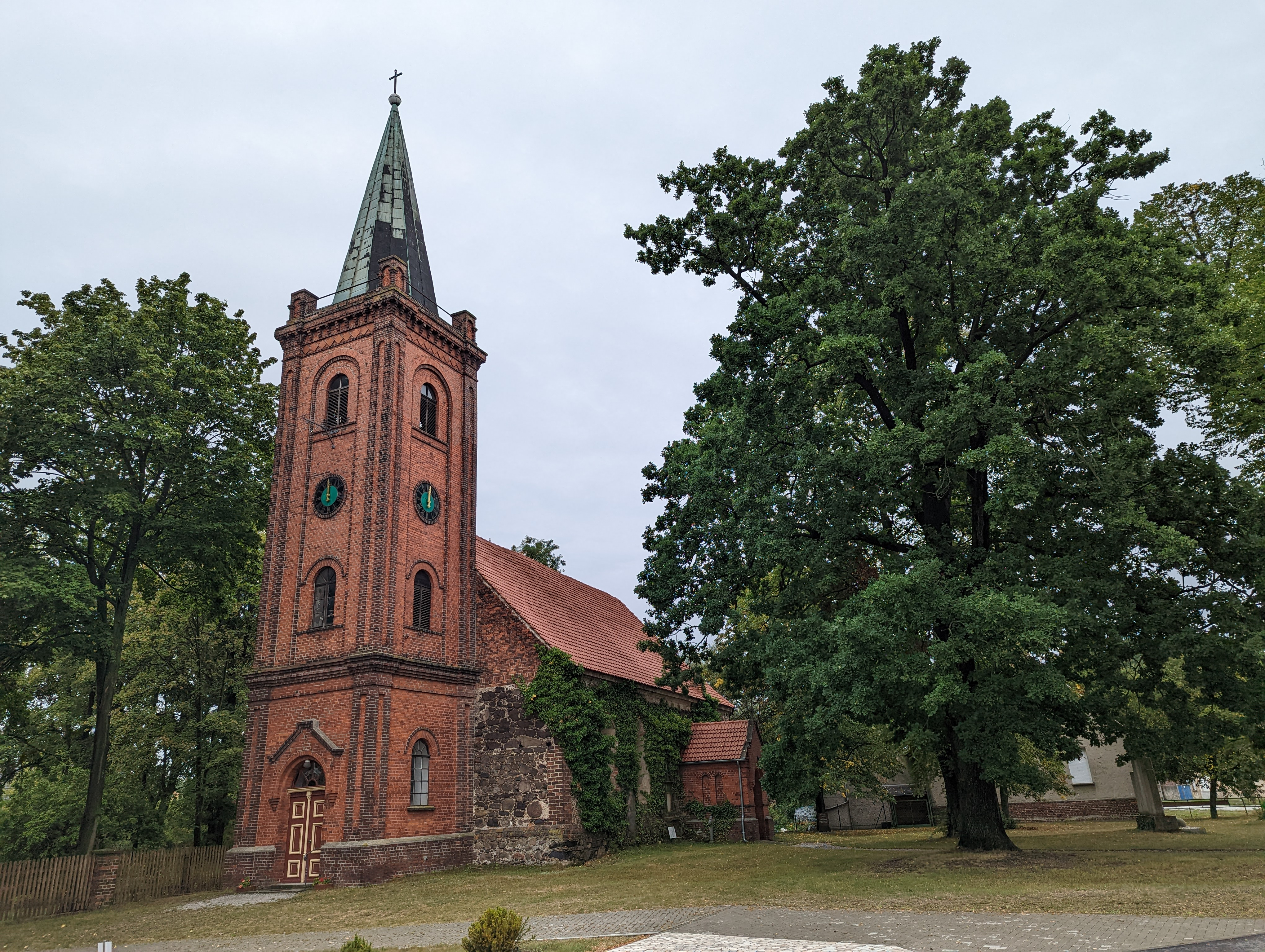
Dorfkirche Noßdorf (2022)

Die Dorfkirche Noßdorf (ehemals St. Laurentius) ist das Kirchengebäude in Noßdorf, einem Teilort der Stadt Forst (Lausitz) im Landkreis Spree-Neiße in Brandenburg. Es gehört der Ortskirchengemeinde Noßdorf-Dubrau innerhalb der Gesamtkirchengemeinde der Region Forst im Kirchenkreis Cottbus der Evangelischen Kirche Berlin-Brandenburg-schlesische Oberlausitz. Das Kirchengebäude ist ein eingetragenes Baudenkmal in der Denkmalliste des Landes Brandenburg.

## Geschichte und Architektur
Die Dorfkirche Noßdorf liegt im Zentrum des historischen Ortskerns an der Noßdorfer Straße. Bei der Ersterwähnung des Ortes gab es dort bereits eine Kirche. Das Kirchenschiff der rechteckigen Saalkirche wurde vermutlich bereits im 14., spätestens jedoch Anfang des 15. Jahrhunderts errichtet. Das Bauwerk ist eine Feldsteinkirche mit Einsprengseln aus Raseneisenstein, einem Satteldach und Fünfachtelschluss. Im Jahr 1886 wurden der quadratische Westturm und die südliche Vorhalle aus Ziegelmauerwerk angebaut, der Westgiebel des Kirchenschiffs wurde im Zuge dessen mit Backstein neu ausgeführt. 1966 wurde das Kirchengebäude restauriert.
Die Kirche steht auf einem im Osten halbkreisförmigen Feldsteinsockel mit abschließendem Ziegelprofil. Die Gebäudeecken sowie die Rahmungen der Fenster sind mit Ziegeln gefasst, letztere wurden verputzt. An der Südwand wurden die Fenster im 19. Jahrhundert barock vergrößert, dort befindet sich ein bauzeitliches Spitzbogenportal mit einfach gestuftem Gewände in einer Rechteckblende. Ein weiteres bauzeitliches und zweifach abgestuftes Portal an der Nordwand wurde zugemauert. Der 1886 angebaute Turm und die Vorhalle sind im Stil der Schinkelschule gebaut und haben rundbogige Eingänge. Der Turm ist mit Rundbogenfenstern und im Glockengeschoss mit rundbogigen Schallöffnungen versehen. Die Ecken des Turms sind durch Ecklisenen mit Rechteckblenden hervorgehoben, das Unter- und erste Obergeschoss werden durch ein kräftiges Gesims voneinander getrennt. Auf dem Kranzgesims sind an den Ecken Fialen aufgesetzt. Abgeschlossen wird der Turm durch einen mit Kupferplatten gedeckten Spitzhelm.
Im Kircheninnenraum hat die Dorfkirche Noßdorf eine flache Bretterdecke. Der Chor hat entgegen der außen angedeuteten fünfeckigen Form eine gerundete Apsis. Die Emporen im Westen und Norden sind mit Blendenfeldern und Zierbrettern versehen. Das Tragwerk des Dachs ist als Kehlbalkendach mit liegendem Dachstuhl und Hängewerk ausgeführt.

## Ausstattung
Auf dem gemauerten Altar befindet sich ein hölzernes Altarretabel mit Weinlaubsäulen und Akanthuswangen aus der Zeit um 1700 mit einem Gemälde der Christi Himmelfahrt und einem Dreiecksgiebel. Der Kanzelkorb steht an der Chorsüdwand. Das Gestühl stammt aus dem 18. oder 19. Jahrhundert, ebenso die Loge aus Holz hinter dem Altar. Das achteckige Taufbecken aus marmoriertem Kunststein ist in den Boden eingelassen. In der Kirche ist des Weiteren ein fragmentierter Taufengel aus dem Jahr 1742 erhalten. Er wurde 2008 saniert und danach wieder über dem Kanzelaufgang aufgehängt. Die aus dem 18. Jahrhundert stammenden Ausstattungsstücke der Dorfkirche Noßdorf wurden von Henning Diettrich Groß (1663–1742) und dessen Ehefrau gestiftet, an sie erinnert eine Gedenkplatte an der Südwand. Im Turm befindet sich eine 1966 angefertigte Gedenkplatte für die Opfer der Weltkriege und die Opfer nationalsozialistischer Gewaltherrschaft.
Die beiden Glocken im Turm wurden 1913 und 1921 bei der Firma Schilling in Apolda gegossen. Die Orgel wurde 1962 von der Firma Hermann Eule Orgelbau Bautzen gefertigt, das kleine Instrument hat lediglich fünf Register auf einem Manual und dem Pedal.